# Zutto... / Last Minute / Walk
 (octobre 2021).
Singles de Ayumi Hamasaki
Terminal
(2014)
Zutto... / Last Minute / Walk est le 53e simple original de Ayumi Hamasaki sorti sous le label Avex Trax, en excluant ré-éditions, remixes, collaborations, simples digitaux, et son tout premier simple sorti sous un autre label.

## Présentation
Le single sort le 24 décembre 2014 au Japon sous le label Avex Trax. C'est un single "triple face A", le premier de l'artiste, contenant trois chansons principales et leurs versions instrumentales ; la troisième, Walk, est composée par Tetsuya Komuro.
Il atteint la 5e place du classement des ventes de l'Oricon. Il se vend à 28 446 exemplaires la première semaine, et reste classé 7 semaines pour un total de 35 550 exemplaires vendus pendant cette période.

## Liste des titres
Toutes les paroles sont écrites par Ayumi Hamasaki.
| 1. | Zutto...                   | Kunio Tago     |  |
| 2. | Last Minute                | Tetsuya Yukumi |  |
| 3. | Walk                       | Tetsuya Komuro |  |
| 4. | Zutto... (Instrumental)    | Kunio Tago     |  |
| 5. | Last Minute (Instrumental) | Tetsuya Yukumi |  |
| 6. | Walk (Instrumental)        | Tetsuya Komuro |  |

| 1. | Zutto...                                                                                                  | Kunio Tago     |  |
| 2. | Last Minute                                                                                               | Tetsuya Yukumi |  |
| 3. | Walk | Tetsuya Komuro |  |
| 4. | Winter Ballad Medley (Days ～ Carols ～ No way to say ～ Jewel ～ You were... ～ Momentum ～ Powder Snow) |                |  |
| 5. | Zutto... (Instrumental)                                                                                   | Kunio Tago     |  |
| 6. | Last Minute (Instrumental)                                                                                | Tetsuya Yukumi |  |
| 7. | Walk (Instrumental)                                                                                       | Tetsuya Komuro |  |